# Ukraine International Airlines Flight 752

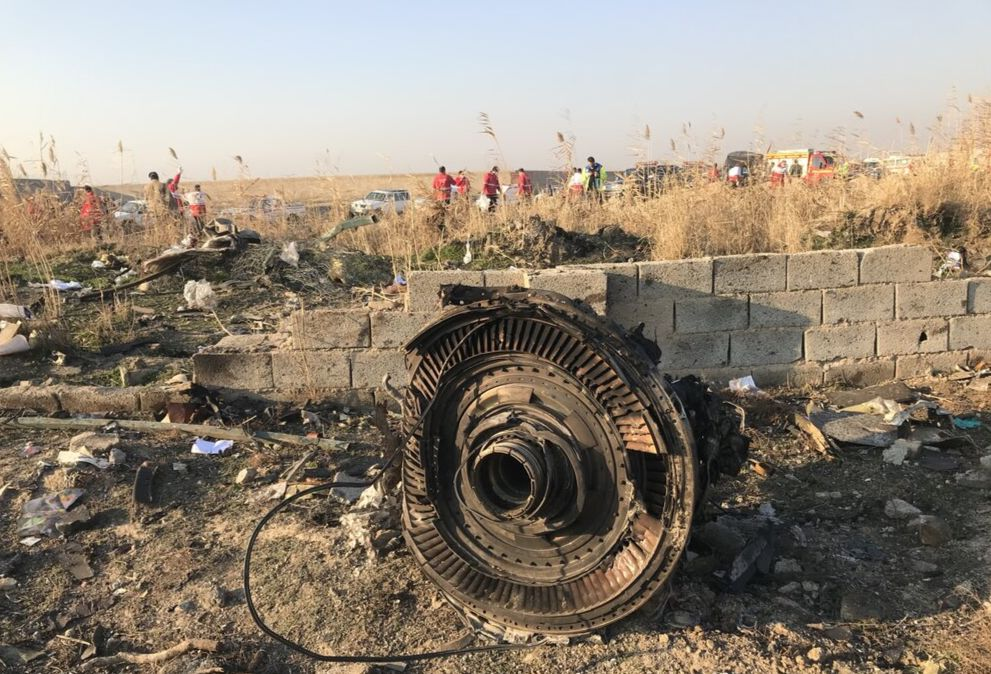
Delar av vraket efter Flight 752, med delar av en av motorerna i förgrunden

Ukraine International Airlines Flight 752 var en flygning mellan Teheran och Kiev med Ukraine International Airlines som den 8 januari 2020 havererade kort efter att ha lämnat Imam Khomeinis internationella flygplats. Iran medgav den 11 januari 2020 att landet av misstag sköt ned det ukrainska passagerarplanet, av typen Boeing 737-800, med en luftvärnsmissil. Medgivandet kom bara timmar efter att Irans chef för trafikflyg Ali Abedzadeh, på en presskonferens i iransk tv kraftigt dementerade inblandning med orden: "...vi kan med säkerhet redan nu säga att planet absolut inte sköts ned av en robot". Samtliga 167 passagerare och nio i besättningen omkom vid nedskjutningen, av vilka 17 var hemmahörande i Sverige: sju av dessa var svenska medborgare medan de övriga tio var folkbokförda i Sverige. Ukraine International Airlines hade dittills i sin verksamhet inte haft några havererade flygplan.